# Dos D’ane Pond
Dos D’ane Pond (auch: Dodan Pond) ist ein Kratersee auf der Karibik-Insel St. Kitts im Inselstaat St. Kitts und Nevis.

## Geographie
Der Kratersee liegt im Zentrum der Insel westlich unterhalb des Gipfels Verchild’s Peak auf ca. 580 m Höhe. Er ist eingefasst von einem niedrigen Kraterrand und entwässert durch einen kleinen Wasserfall nach Süden. Er liegt im Gebiet des Parish Saint John Capisterre an der Grenze zum Parish Christ Church Nichola Town.